# Dukljanie

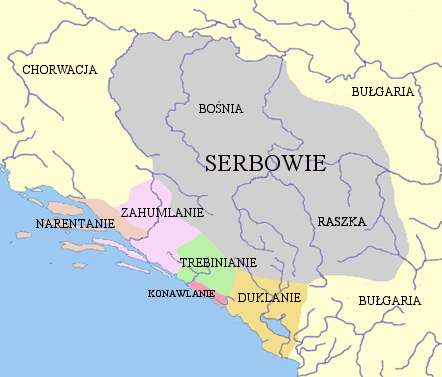
plemiona serbskie w VII-IX wieku

Duklanie, również Dukljanie – najbardziej na południe wysunięte plemię serbskie osiadłe w I połowie VII wieku wokół Jeziora Szkoderskiego w antycznej prowincji Dioklei, od której wzięli swoją nazwę.
Na północnym zachodzie graniczyli z plemionami Trebinian i Konawlan, przez Góry Dynarskie od północy z Serbami zagorskimi. Przynależność Duklan do istniejącego w VII–IX wieku serbskiego związku plemiennego jest niepewna. Pop Duklanin nazywa ich terytorium Chorwacją Czerwoną (Południową). Na zajętych przez siebie terenach pomiędzy rzeką Driną a Zetą, Jeziorem Szkoderskim na południu i Górami Dynarskimi na północy utworzyli w VIII wieku państwo Duklę. W połowie X wieku Duklanie popadli w zależność od Serbii, gdy władzę w Dukli zdobyła trebińska dynastia Beliciów, uznająca zwierzchnictwo serbskie. Od połowy XI wieku ziemie Duklan zaczęto nazywać Zetą, a od XV wieku Czarnogórą.